# Lasioglossum phoebos
Lasioglossum phoebos är en biart som beskrevs av Ebmer 1978. Lasioglossum phoebos ingår i släktet smalbin, och familjen vägbin. Inga underarter finns listade i Catalogue of Life.